# Pseudolais pleurotaenia
Pseudolais pleurotaenia es una especie de peces de la familia Pangasiidae en el orden de los Siluriformes.

## Morfología
Los machos pueden llegar alcanzar los 35 cm de longitud total. Su cuerpo es alargado y comprimido lateralmente, típico de la familia Pangasiidae.

## Alimentación
Pseudolais pleurotaenia se alimenta de insectos acuáticos y terrestres, así como de materia vegetal. Esta dieta variada le permite adaptarse a diferentes entornos dentro de su hábitat natural.

## Distribución geográfica
Se encuentran en Asia, específicamente en las cuencas de los ríos Mekong y Chao Phraya. Estos ríos proporcionan un hábitat adecuado con abundante alimento y refugio.

## Uso comercial
Esta especie se comercializa fresca en los mercados locales. Es valorada por su carne y es una fuente de alimento importante en las regiones donde habita.

## Importancia ecológica
Pseudolais pleurotaenia juega un papel importante en su ecosistema como parte de la cadena alimentaria. Al alimentarse de insectos y materia vegetal, contribuye al control de las poblaciones de insectos y al reciclaje de nutrientes en el medio acuático.

## Conservación
Aunque no se dispone de información específica sobre el estado de conservación de Pseudolais pleurotaenia, la salud de sus poblaciones está ligada a la calidad del agua y la integridad de sus hábitats fluviales. La contaminación y la construcción de presas en los ríos Mekong y Chao Phraya pueden afectar negativamente a sus poblaciones.